# Sumpfkrabbenspinne
Die Sumpfkrabbenspinne (Xysticus ulmi) ist eine Spinnenart aus der Familie der Krabbenspinnen (Thomisidae). Die Art ist in Mitteleuropa weit verbreitet und häufig.

## Merkmale
Die Art zählt zu den mittelgroßen Krabbenspinnen. Männchen haben eine Körperlänge von 3 bis 4 mm, Weibchen erreichen 5–8 mm. Die Art zeigt wie viele Krabbenspinnen einen deutlichen Geschlechtsdimorphismus bezüglich Farbe und Zeichnung.
Der Vorderkörper (Prosoma) des Weibchens ist oberseits seitlich dunkelbraun, in der Mitte befindet sich ein breites, hell bräunliches bis blassgelbes Längsband, das einen vorne breiten und nach hinten spitz zulaufenden, also etwa V-förmigen, braunen Fleck umrandet. Der Hinterkörper (Opisthosoma) zeigt auf ebenfalls hellerem Grund eine bräunliche vorne unterbrochene Blattzeichnung und auf dieser hinten drei helle Querbänder. Die Beine sind recht einfarbig hellbeige bis braun und intensiv fein dunkel gefleckt.
Männchen ähneln den Weibchen, sind aber insgesamt deutlich dunkler und kontrastreicher gezeichnet. In Mitteleuropa gibt es eine Reihe sehr ähnlicher Arten der Gattung; die sichere Bestimmung der Art ist daher nur durch die makroskopische Untersuchung der Geschlechtsorgane (genitalmorphologisch) möglich.

## Verbreitung und Lebensraum
Xysticus ulmi besiedelt große Teile der Paläarktis von Irland und Portugal im Westen bis Nordostchina und bis zum Amurtiefland im Osten. In Nord-Süd-Richtung reicht die Verbreitung von Skandinavien bis in die Türkei und weiter östlich bis in den Norden Afghanistans. Das Verbreitungsgebiet umfasst die gemäßigte bis mediterrane Zone. Xysticus ulmi kommt in ganz Europa vor.
Die Art zeigt eine deutliche Bindung an feuchte Lebensräume und bewohnt vor allem nährstoffärmere Moore, Sümpfe und deren Verlandungszonen sowie die Ränder von Kleingewässern. Die Tiere halten sich meist niedrig in der Vegetation in der Moos- und Grasschicht auf. Geschlechtsreife Tiere werden in Mitteleuropa überwiegend im Juni und Juli gefunden.

## Gefährdung
Die Art ist weit verbreitet und in geeigneten Habitaten häufig. Sie wird in Deutschland in der Roten Liste als „ungefährdet“ eingestuft.